# 868
Události

## Hlavy státu
- Velkomoravská říše – Rostislav
- Papež – Hadrián II.
- Anglie – Wessex – Kent – Ethelred
- Skotské království – Konstantin I.
- Východofranská říše – Ludvík II. Němec
- Západofranská říše – Karel II. Holý
- První bulharská říše – Boris I.
- Kyjevská Rus – Askold a Dir
- Byzanc – Basileios I.
- Svatá říše římská – Ludvík II. Němec